# Raica Oliveira
Raica Oliveira (Niterói, 22 de janeiro de 1984) é uma modelo brasileira.

## Carreira
Logo após ter conquistado o segundo lugar na final internacional do New Look da Elite Models em 1999, Raica Oliveira se tornou sensação nas mostras da moda de outono em Paris e em Milão, ao lado das modelos Adriana Lima, Maggie Rizer, Oluchi e Karen Elson.
Fotografou para revistas como Vogue, Vanity Fair, Cosmopolitan, Glamour, Mademoiselle, entre outras publicações de moda. Participou de uma campanha de perfumes Dolce & Gabbana e campanhas da Victoria's Secret.
Também já foi embaixadora em campanhas para a marca de cosméticos Avon 

## CarreiraFashion
Raica ganhou o segundo lugar do concurso New Look da Elite Models em 1999, depois disso se tornou sensação no mundo da moda.
Fez campanhas para: Chanel, Dior, D&G, Avon, TNG, Pepe Jeans, Lancome, Yves Saint Laurent, Victória Secret, Fórum, Mercedes Bens, Armani, entre muitas outras grifes. Fez editoriais para: Vogue (EUA, Austrália, Espanha, Paris, Itália e Brasil), Elle, Sports Illustrated Swimsuit Issue, Vanity Fair, Marie Claire, Harper´s Bazaar, ID, Gamour, Surface, Allure, Cosmopolitan, Mademoiselle, entre outros.
Atualmente é representada pela agência Joy Model Management no Brasil.

## Vida pessoal
Raica namorou o jogador de futebol Ronaldo.

## Na televisão
| Ano  | Título            | Papel     | Notas                |
| ---- | ----------------- | --------- | -------------------- |
| 2008 | Hoje em Dia       | Ela mesma | De Frente com a Moda |
| 2011 | Insensato Coração | Ela mesma |                      |